# Шелклинген
Шелклинген (њем. Schelklingen) град је у њемачкој савезној држави Баден-Виртемберг. Једно је од 55 општинских средишта округа Алб-Донау-Крајс. Према процјени из 2010. у граду је живјело 7.181 становника. Посједује регионалну шифру (AGS) 8425108.

## Географски и демографски подаци
Шелклинген се налази у савезној држави Баден-Виртемберг у округу Алб-Донау-Крајс. Град се налази на надморској висини од 540 метара. Површина општине износи 75,2 km². У самом граду је, према процјени из 2010. године, живјело 7.181 становника. Просјечна густина становништва износи 95 становника/km².